# Hypargos
Hypargos es un género de aves paseriformes perteneciente a la familia Estrildidae. Sus dos miembros habitan en el África subsahariana.

## Especies
Las dos especies que componen el género son:
- Hypargos niveoguttatus - estrilda golirroja;
- Hypargos margaritatus - estrilda golirrosa.